# Santa Catalina (departamento)
Santa Catalina é um departamento da província de Jujuy.